# المپیک تابستانی ۱۹۷۶

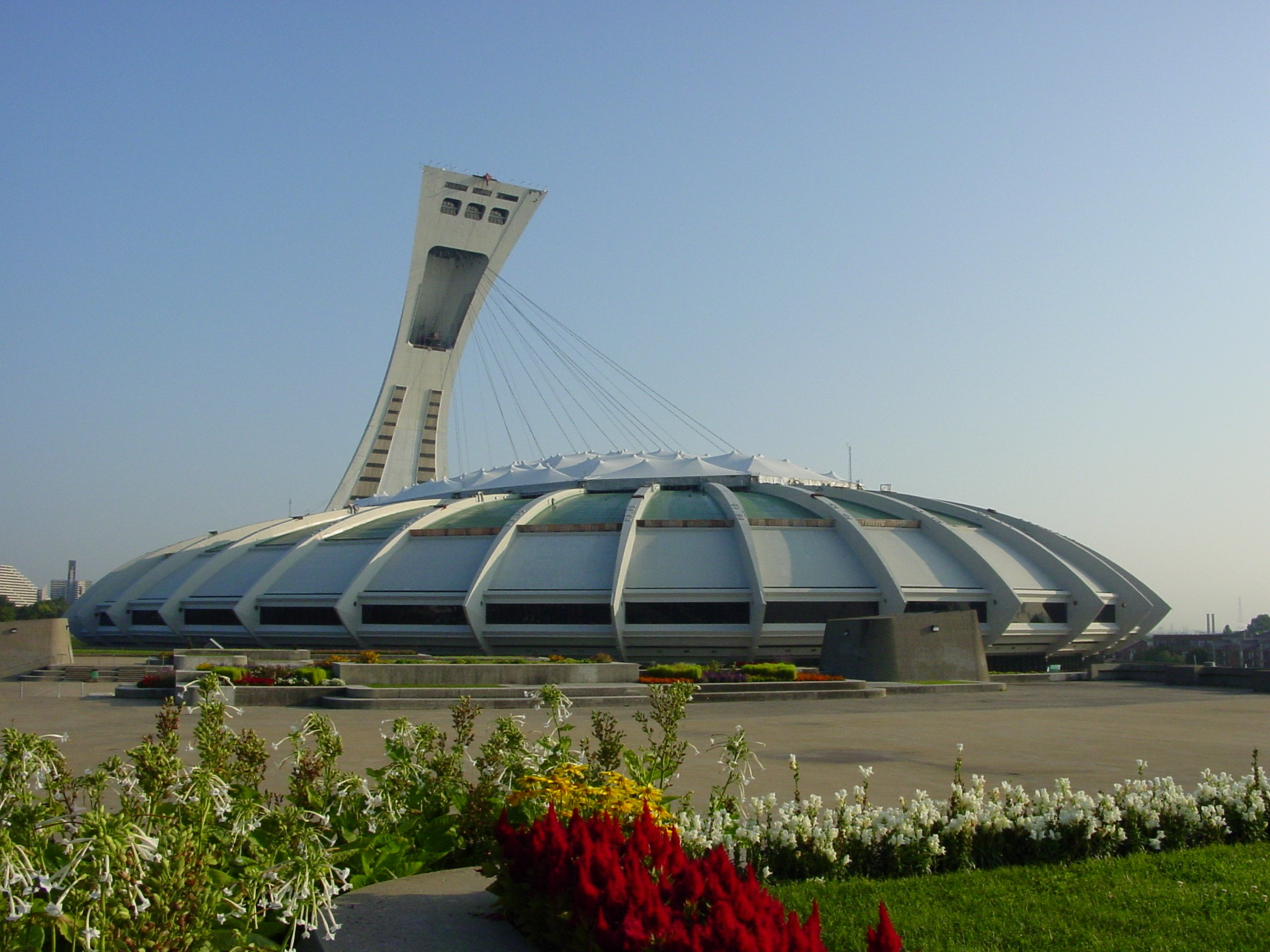
ورزشگاه المپیک مونترآل

المپیک تابستانی ۱۹۷۶ (در انگلیسی: Games of the XXI Olympiad) که به‌طور رسمی با نام «بازی‌های المپیاد بیست و یکم» شناخته می‌شود، از ۱۷ ژوئیه تا ۱ اوت ۱۹۷۶ میلادی در شهر مونترآل در کشور کانادا و با حضور ۶٬۰۲۸ ورزشکار زن و مرد از ۹۲ کشور جهان و در ۲۱ رشته ورزشی برگزار شد.

## انتخاب میزبان

### کاندیداها
1. مسکو-اتحاد جماهیر شوروی سوسیالیستی
2. مونترآل-کانادا
3. لس آنجلس-ایالات متحده آمریکا{برای دومین بار}

### انتخاب
- مونترال
- محل رای گیری: آمستردام-پادشاهی هلند

## ورزش‌ها
- ورزش‌های آبی
  -  شیرجه (4)
  -  شنا (26)
  -  واترپلو (1)
- تیراندازی با کمان (2)
- دو و میدانی (37)
- بسکتبال (2)
- بوکس (11)
- کانو و کایاک (11)
- دوچرخه‌سواری
  - جاده (2)
  - پیست (4)
- سوارکاری
  - درساژ (2)
  - اونتینگ (2)
  - پرش نمایشی (2)
- شمشیربازی (8)
- فوتبال (1)
- ژیمناستیک (14)
- هندبال (2)
- هاکی روی چمن (1)
- جودو (6)
- پنج‌گانه مدرن (2)
- روئینگ (14)
- قایقرانی بادبانی (6)
- تیراندازی (7)
- والیبال (2)
- وزنه‌برداری (9)
- کشتی
  - آزاد (10)
  - فرنگی (10)

## کشورهای شرکت کننده
| - آندورا (۳) - آنتیگوآ و باربودا (۹) - آرژانتین (۷۰) - استرالیا (۱۸۲) - اتریش (۶۰) - باهاما (۱۰) - باربادوس (۱۰) - بلژیک (۱۰۶) - بلیز (۴) - برمودا (۲۲) - بولیوی (۴) - برزیل (۸۱) - بلغارستان (۱۶۰) - کامرون (4)[WD] - کانادا (۳۹۱) (میزبان) - جزایر کیمن (۴) - شیلی (۷) - کلمبیا (۳۴) - کاستاریکا (۵) - کوبا (۱۵۰) - چکسلواکی (۱۵۰) - دانمارک (۶۹) - جمهوری دومینیکن (۱۱) - اکوادور (۵) - مصر (29)[WD] - فیجی (۲) - فنلاند (۸۹) - فرانسه (۲۱۳) - آلمان شرقی (۲۷۴) - آلمان غربی (۲۸۹) - بریتانیای کبیر (۲۴۹) - یونان (۳۷) - گواتمالا (۲۹) - گویان[Note] - هائیتی (۱۲) - هندوراس (۳) - هنگ کنگ (۲۵) - مجارستان (۱۸۳) - ایسلند (۱۴) - هند (۲۶) - اندونزی (۷) - ایران (۸۴) - ایرلند (۴۶) - اسرائیل (۲۶) - ایتالیا (۲۲۱) - ساحل عاج (۸) - جامائیکا (۲۰) - ژاپن (۲۱۵) - کره شمالی (۴۱) - کره جنوبی (۵۰) - کویت (۱۴) - لبنان (۴) - لیختن‌اشتاین (۶) - لوکزامبورگ (۸) - مالزی (۲۳) - مکزیک (۹۹) - مالی[Note] - موناکو (۱۰) - مغولستان (۳۳) - مراکش (9)[WD] - نپال (۱) - هلند (۱۰۳) - آنتیل هلند (۴) - نیوزیلند (۸۴) - نیکاراگوئه (۱۴) - نروژ (۶۸) - پاکستان (۲۴) - پاناما (۸) - پاپوآ گینه نو (۵) - پاراگوئه (۶) - پرو (۱۳) - فیلیپین (۱۴) - لهستان (۲۲۴) - پرتغال (۱۹) - پورتوریکو (۸۱) - رومانی (۱۵۷) - سان مارینو (۱۰) - عربستان سعودی (۱۹) - سنگال (۲۳) - سنگاپور (۴) - اتحاد شوروی (۴۱۲) - اسپانیا (۱۱۵) - سورینام (۳) - سوئد (۱۲۲) - سوئیس (۵۴) - سوازیلند[Note] - تایلند (۴۳) - ترینیداد و توباگو (۱۲) - تونس (17)[WD] - ترکیه (۲۷) - ایالات متحده آمریکا (۴۰۳) - اروگوئه (۹) - ونزوئلا (۳۱) - جزایر ویرجین (۱۸) - یوگسلاوی (۹۰) ^ WD: Athletes from Cameroon, Egypt, Morocco and Tunisia competed on July 18–20 before these nations withdrew from the Games. · ^ Note: Athletes from Guyana, Mali and Swaziland also took part in the Opening Ceremony, but later joined the Congolese-led boycott and withdrew from all competitions. · |

## جدول مدال‌ها
| رتبه | کشور                | طلا | نقره | برنز | مجموع |
| ۱    | اتحاد شوروی         | ۴۹  | ۴۱   | ۳۵   | ۱۲۵   |
| ۲    | آلمان شرقی          | ۴۰  | ۲۵   | ۲۵   | ۹۰    |
| ۳    | ایالات متحده آمریکا | ۳۴  | ۳۵   | ۲۵   | ۹۴    |
| ۴    | آلمان غربی          | ۱۰  | ۱۲   | ۱۷   | ۳۹    |
| ۵    | ژاپن                | ۹   | ۶    | ۱۰   | ۲۵    |
| ۶    | لهستان              | ۷   | ۶    | ۱۳   | ۲۶    |
| ۷    | بلغارستان           | ۶   | ۹    | ۷    | ۲۲    |
| ۸    | کوبا                | ۶   | ۴    | ۳    | ۱۳    |
| ۹    | رومانی              | ۴   | ۹    | ۱۴   | ۲۷    |
| ۱۰   | مجارستان            | ۴   | ۵    | ۱۳   | ۲۲    |
| ۲۷   | کانادا کشور میزبان  | ۰   | ۵    | ۶    | ۱۱    |

## تحریم المپیک
۲۹ کشور این دوره از بازی‌ها را تحریم کردند. آنها بر این باور بودند که باید نیوزیلند به دلیل سفر تیم ملی راگبی نیوزیلند به آفریقای جنوبی (تحت اداره رژیم آپارتاید) از این مسابقات محروم شود. اما به دلیل امتناع IOC از ممنوعیت نیوزلند، برخی کشورها تصمیم به تحریم این دوره از مسابقات گرفتند.
این تحریم توسط افسر کنگویی ژان کلود گانگا رهبری شد. با این حال، برخی از کشورهای تحریم کننده (از جمله مراکش، کامرون و مصر) قبلاً شرکت کرده بودند و پس از چند روز اول عقب نشینی کردند. سنگال و ساحل عاج تنها کشورهای آفریقایی بودند که در طول مدت بازی ها با هم رقابت کردند. در جاهای دیگر، افغانستان، آلبانی، برمه، عراق، گویان، سریلانکا و سوریه نیز تصمیم گرفتند به تحریم کنگو بپیوندند. آفریقای جنوبی از سال 1964 به دلیل سیاست های آپارتاید از بازی های المپیک محروم شده بود. کشورهای دیگر مانند السالوادور و زئیر به دلایل صرفا اقتصادی در مونترال شرکت نکردند.

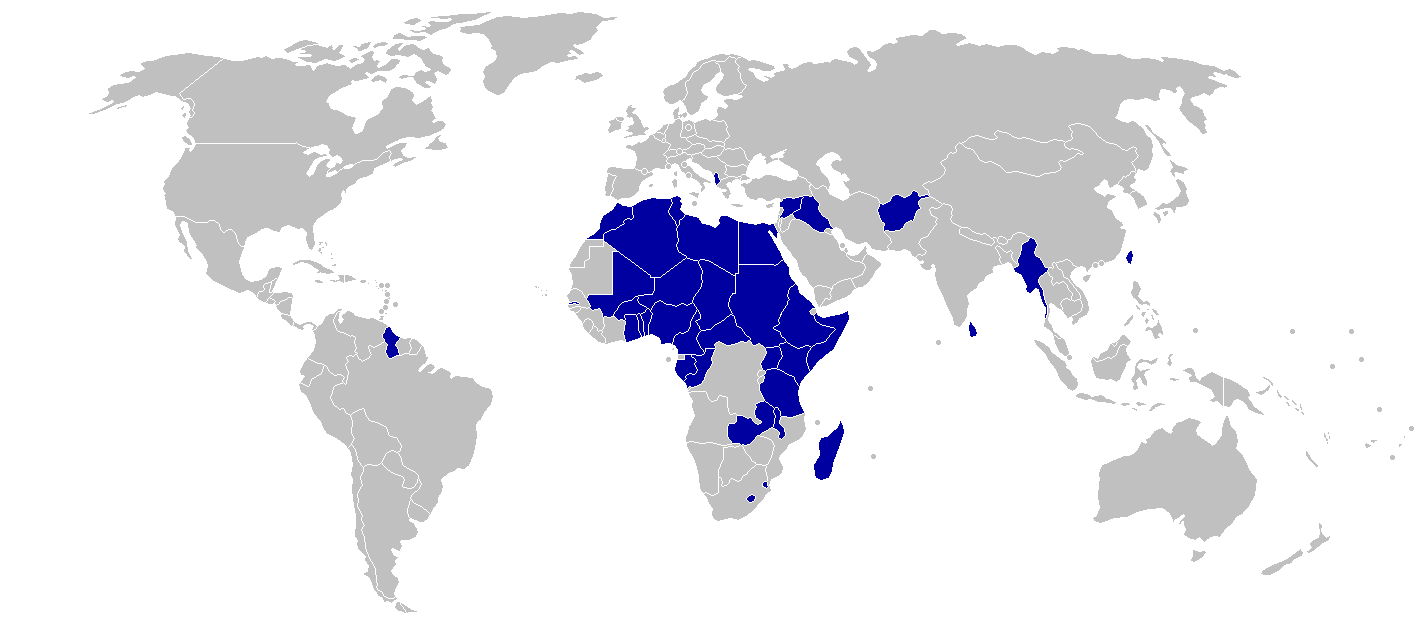
کشورهای تحریم کننده با رنگ آبی نمایش داده شده است

### تحریم جمهوری چین
بایکوت نامربوط بازی های مونترال مسئله اصلی بین جمهوری چین (ROC) و جمهوری خلق چین (PRC) بود. تیم جمهوری چین زمانی که دولت لیبرال کانادا تحت رهبری پیر ترودو به آن‌ها گفت که نام «جمهوری چین» در بازی‌ها مجاز نیست، از بازی‌ها خارج شد، زیرا کانادا رسماً جمهوری خلق چین را در سال ۱۹۷۰ به رسمیت شناخته است.
کانادا با اجازه دادن به جمهوری چین برای ادامه استفاده از پرچم و سرود ملی خود در فعالیت های المپیک مونترال، تلاش کرد تا راه مصالحه را در پیش گیرد.با این حال، جمهوری چین از این موضوع امتناع کرد. در سال ۱۹۷۹، کمیته بین‌المللی المپیک در قطعنامه ناگویا اعلام کرد که جمهوری خلق چین با شرکت در فعالیت‌های IOC در صورتی که جمهوری چین به عنوان «چین تایپه» نامیده می‌شود، موافقت کرد. جمهوری چین اما یک تحریم دیگر را پیش از آن که مفاد قطعنامه ۱۹۷۹ را بپذیرد، صورت داد.
| کشورهای غایب در این دوره از المپیک |
| --- |
| - جمهوری افغانستان - آلبانی - الجزایر - بنین - جمهوری سوسیالیستی برمه - کامرون - جمهوری آفریقای مرکزی - چاد - کنگو - مصر - السالوادور - اتیوپی - گابن - گامبیا - غنا - گویان - عراق بعثی - کنیا - لسوتو - جمهوری عربی لیبی - ماداگاسکار - مالاوی - مالی - مراکش - نیجر - نیجریه - تایوان - سومالی - سری‌لانکا - سودان - اسواتینی - سوریه - تانزانیا - توگو - تونس - اوگاندا - جمهوری ولتای علیا - زئیر - زامبیا |

## دوپینگ و مواد نیروزای غیرمجاز
آلمان شرقی فرهنگ دوپینگ تحت حمایت دولت را در بسیاری از ورزش‌ها برای دهه‌ها تشویق می کرد و بر آن سرپوش گذاشت. دوپینگ آلمان شرقی در المپیک ۱۹۷۶ مونترال محرز شده بود.
همچنین این مسئله میان ورزشکاران آلمان غربی نیز رایج بود.